# Chambre de commerce et d'industrie Côte d'Opale
La chambre de commerce et d’industrie Littoral, aussi appelée CCI Littoral, a son siège à Calais au 24 boulevard des Alliés.
La CCI Littoral agit au service des entreprises sur tout le territoire de la Côte d'Opale, avec des agences à Dunkerque, Calais, Boulogne-sur-Mer, Etaples et Abbeville. La CCI Littoral intervient en effet également en Picardie maritime où elle gère le port du Tréport, le parc d'activités des 3 Châteaux à Abbeville-Vauchelles et le parc industriel Baie de Somme à Abbeville, ainsi que et le Carré des affaires des Villes Sœurs à Oust-Marest.

## Historique

### CCI de Calais
La chambre de commerce et d'industrie de Calais est créée par ordonnance royale du 1er juin 1828. Elle était le prolongement de la commission des délégués consulaires, commission qui commence à fonctionner le 15 décembre 1814 et poursuit ses travaux jusqu'au 27 août 1928. À partir de 1822, la commission sollicite la création d'une chambre de Commerce à Calais mais la demande est rejetée le 15 avril 1823. De nouvelles démarches entreprises en 1828 sont plus heureuses, et le 1er juin de cette année, une ordonnance royale établit la chambre de commerce de Calais.

## La CCI aujourd'hui
Le 1er janvier 2017, la chambre fusionne avec la chambre de commerce et d'industrie du Littoral normand-picard pour former la chambre de commerce et d'industrie Littoral Hauts-de-France, qui s'étend du Tréport à Dunkerque.

## Mission
Comme les autres CCI territoriales, elle exerce des missions de service auprès des entreprises de sa circonscription dans le cadre des orientations données par la CCI de région à laquelle elle est rattachée.
À ce titre :
- Elle crée et gère des centres de formalités des entreprises (CFE).
- Elle peut assurer, en conformité avec les schémas sectoriels, la maîtrise d'ouvrage de tout projet d'infrastructure ou d'équipement ou gérer tout service concourant à l'exercice de ses missions.
- Elle peut se voir charger par l'État, ou toute autre personne publique territoriale, de gérer toute infrastructure ou équipement, notamment de transport, concourant à l'exercice de ses missions.
- Elle peut créer et gérer des établissements de formation professionnelle initiale et continue en cohérence avec le schéma sectoriel.
- Elle peut transférer à la CCI de région une activité ou un équipement antérieurement géré par elle.

Comme toutes les CCI, elle est placée sous la tutelle du Préfet de région assisté par le responsable régional des finances publiques.

### Gestion d'équipements
- Port de Calais[2]
- Port de Boulogne-sur-Mer[3]

## Pour approfondir